# Fregiécourt
Fregiécourt (ancien nom allemand : Friedlinsdorf) est une localité et une ancienne commune suisse du canton du Jura, située dans le district de Porrentruy.

Photo aérienne (1950).

Elle a fusionné le 1er janvier 2009 avec Asuel, Charmoille, Miécourt et Pleujouse pour former la commune de La Baroche.

## Personnalités
Elle est le lieu de naissance de l'écrivain Joseph Badet et d'Antoine Biétrix, auteur de « La lettre de Bonfol » (manuscrit 1880 ; publié, traduit du patois et annoté en 1941 par G. Amweg).